# 宇野真仁朗
宇野 真仁朗（うの しんじろう、2006年7月5日 - ）は、千葉県浦安市出身のプロ野球選手（内野手）。右投右打。福岡ソフトバンクホークス所属。

## 経歴

### プロ入り前
浦安市立日の出小学校で4年生の時に浦安ベイマリーンズで野球を始め、6年時には読売ジャイアンツジュニア、BFA U-12アジア野球選手権の日本代表に選出された。浦安市立日の出中学校在学時は硬式野球のクラブチームである市川シニアでプレーし、MCYSA全米選手権の日本代表に選出された。
早稲田実業学校高等部に進学し、1年春から内野手のレギュラーを務めた。3年夏は主将として第106回全国高等学校野球選手権大会に出場し、鳴門渦潮との初戦で3安打3打点を記録して勝利に貢献。同大会はベスト16に進出した。高校通算64本塁打。その後、第13回 BFA U-18アジア選手権大会の日本代表に選出された。
2024年10月24日に開催されたドラフト会議にて、福岡ソフトバンクホークスから4位指名を受けた。11月25日、契約金4000万円、年俸500万円で入団に合意した（金額は推定）。背番号は46。担当スカウトは宮田善久。

### ソフトバンク時代
2025年はウエスタン・リーグで10試合に出場。打率.391、2打点という成績を残していたが、7月31日にトミー・ジョン手術を受け、全治8ヶ月となり同年中の復帰は絶望的となった。

## 詳細情報

### 背番号
- 46（2025年[9] - ）

### 代表歴
- 2018年 第10回 BFA U-12アジア選手権大会 日本代表
- 2024年 第13回 BFA U-18アジア選手権大会 日本代表